# Sint-Jozefskapel (Deerlijk)

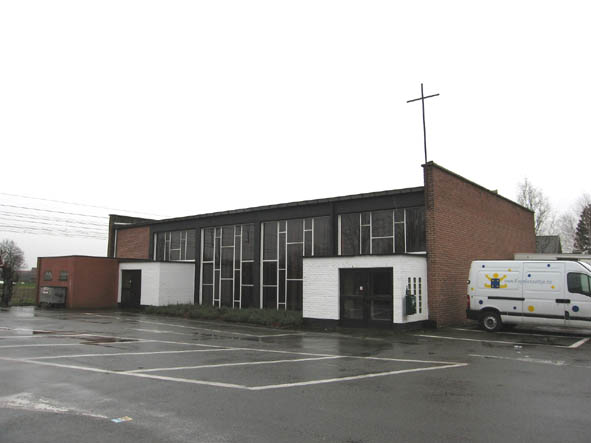
De Sint-Jozefskapel in 2007

De Sint-Jozefskapel was een kapel in het Vlaamse gehucht Statiewijk (Deerlijk). Ze deed dienst als hulpkerk van de Sint-Columbaparochie te Deerlijk. Thans is het gebouw ontwijd en in gebruik als buurthuis. Het is gelegen in de Sint-Jozefsweg 15.
Het voormalige bedehuis werd gebouwd rond 1960 naar een ontwerp van architect Jerôme Haerinck. Het is een eenvoudig bakstenen gebouw op rechthoekige plattegrond met aan de oostzijde twee vooruitspringende portalen en een technische ruimte. De oostgevel is grotendeels van ramen voorzien. Het kerkje had geen toren maar werd slechts gesierd door een eenvoudig kruis op het dak.
Sinds 14 september 2009 is de vroegere kapel aangeduid als vastgesteld bouwkundig erfgoed.